# Гатинара
Гатина̀ра (на италиански: Gattinara; на пиемонтски: Gatinèra, Гатинера) е градче и община в Северна Италия, провинция Верчели, регион Пиемонт. Разположено е на 265 m надморска височина. Населението на общината е 8340 души (към 2010 г.).